# Zare Markovski
Zare Markovski (en macédonien : Заре Марковски), né le 28 octobre 1960, à Skopje, en république fédérative socialiste de Yougoslavie, est un joueur et entraîneur de basket-ball macédonien, naturalisé italien.

## Palmarès
Entraîneur
- 1991 : Championnat de Yougoslavie - Promu
- 2000 : Championnat de Suisse - Champion
- 2001 : Euroligue
- 2001 : Championnat de Suisse - Champion
- 2002 : Championnat de Suisse - Champion
- 2001 : Coupe de Suisse - Vainqueur
- 2002 : Coupe de Suisse - Vainqueur
- 2007 : Championnat de Italie - Vice-champion
- 2007 : Coupe de Italie - Finaliste
- 2009 : Euroligue
- 2011 : Coupe de France - Finaliste